# أودون بازاري
أودون بازاري (بالتركية: Odunpazarı) هي منطقة تاريخية في محافظة إسكي شهر في منطقة وسط الأناضول في تركيا، هي إحدى المناطق المركزية في إسكي شهر.